# Mosztafalva

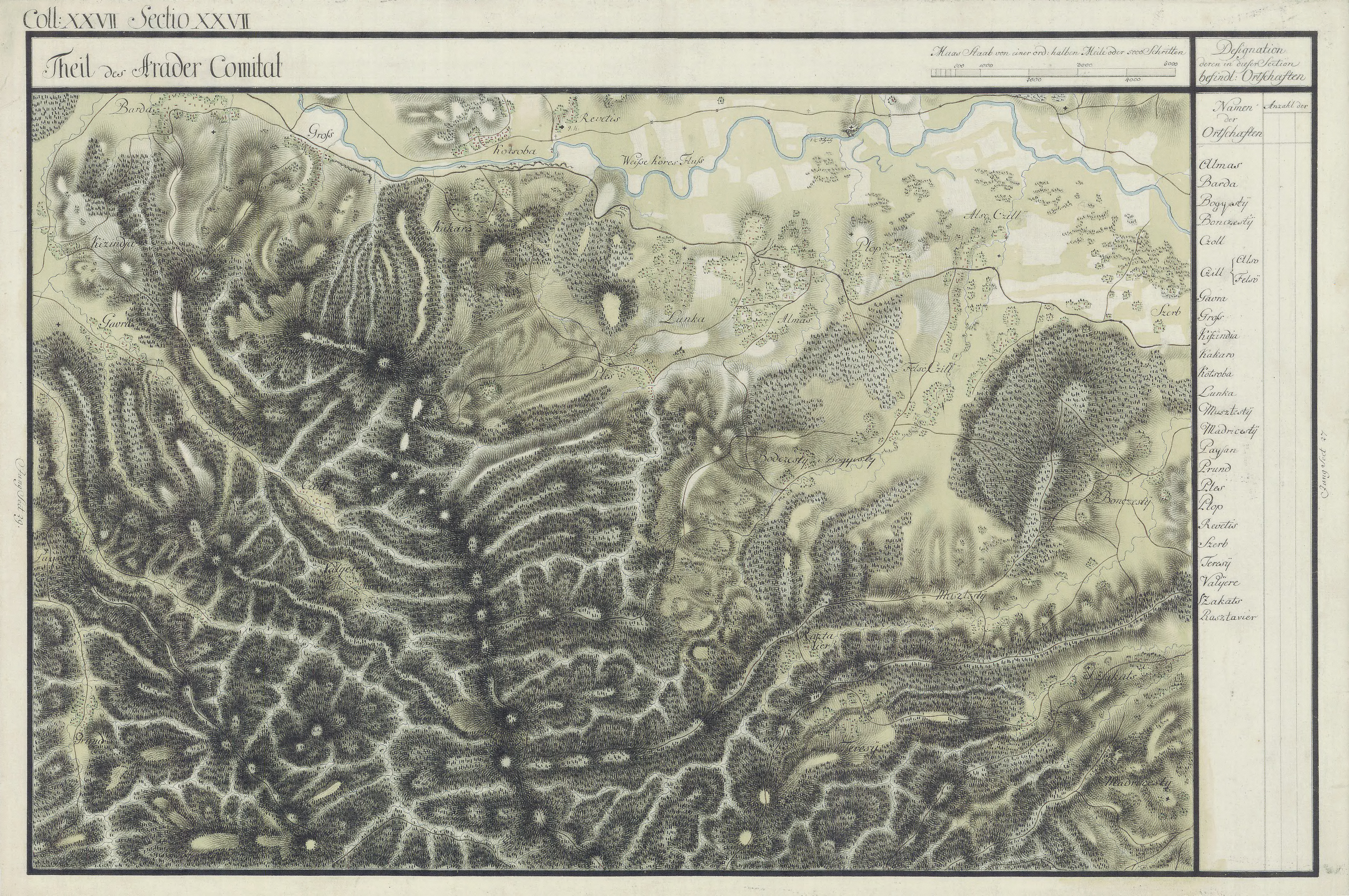
Mosztafalva egy régi térképen

Mosztafalva, románul: Mustești, település Romániában, a Partiumban, Arad megyében.

## Fekvése
A Hegyes-Drócsa-hegység alatt, Gurahonctől délnyugatra, Décsétől délre, Bozósd és Alsószakács közt fekvő település.

## Története
Mosztafalva a középkorban Zaránd vármegyéhez tartozott.
Nevét 1439-ben említette először oklevél Mosztagywrghfalwa néven. 1464-ben Mestefalua, 1519-ben Musthafalva, 1525-ben Muztafalwa, 1602-ben Musztecz, 1808-ban Musztesty, 1888-ban Musztesd, 1913-ban Mostafalva néven írták.
1602-ben Báthory Zsigmond birtoka volt, aki Mustec és Boncest zarándi falvakat Teleki Mihály testőrkapitánynak – Teleki Mihály kancellár nagyapjának – adta. Később a Szalatkay család, majd gróf Potocki uradalma volt.
1851-ben Fényes Elek írta a településről: „Arad vármegyében, zordon hegyek közt, 5 katholikus, 150 óhitü lakossal s anyatemplommal.”
1910-ben 404 lakosából 400 román, 4 magyar volt. Ebből 400 görögkeleti ortodox, 4 izraelita volt.
A trianoni békeszerződés előtt Arad vármegye Borossebesi járásához tartozott.
Román lakosságú falu, mely apró kis falvak egyesüléséből keletkezett, ugymint: Mustesd, Corbască, Feritse. Utóbbival 1822-ben egyesült. Lakossága nagyrészt földművelésből és erdei munkából él. A falu utcái egyenetlenek, a házak dombon vannak szétszórva.